# Riedelia paniculata
Riedelia paniculata är en enhjärtbladig växtart som beskrevs av Theodoric Valeton. Riedelia paniculata ingår i släktet Riedelia och familjen Zingiberaceae. Inga underarter finns listade i Catalogue of Life.